# Octokepos khasianus
Octokepos es un género monotípico de musgos hepáticas de la familia Aytoniaceae. Su única especie: Octokepos khasianus, es originaria de la India.  

## Taxonomía
Octokepos khasianus fue descrita por William Griffith (botánico)  y publicado en Notulae ad Plantas Asiaticas 343. 1849.